# Кашгарски хребет
Кашгарски хребет или Конгурмузтаг е мощен планински хребет в Западен Китай, в Синдзян-уйгурски автономен регион. Хребетът заема крайната западна част на огромната планинска система на Кунлун и се простира на около 100 km от север-северозапад на юг-югоизток между реките Гьоздаря на запад и север и Ташкурган на юг. Състои се от три обособени планински масива: Чакрагил 6760 m (на север), Конгур 7649 m (в средата) и Музтагата 7546 m (на югозапад), като преобладаващите височини са между 5000 и 6000 m. Изграден е предимно от гнайси, гранити и кварцити. Има типичен алпийски релеф с остри върхове и гребени, скалисти и стръмни склонове, дълбоки дефилета. Ледниците заемат площ над 600 km². Долните части на северните склонове са заети от планински степи, южните и източните – от пустини и полупустини, а в долините на реките е развита слаба и келява храстова растителност.